# Agrys
Agrys (russisch Агры́з) ist eine russische Stadt in der Republik Tatarstan im Föderationskreis Wolga mit 19.300 Einwohnern (Stand 14. Oktober 2010).

## Geografie
Die Stadt liegt etwa 950 km östlich von Moskau, im äußersten Norden von Tatarstan, an der Grenze zur Republik Udmurtien, etwa 40 km südlich von Ischewsk und etwa 300 km nordöstlich von Kasan.

## Geschichte
Agrys wurde erstmals 1646 als Siedlung erwähnt. Zu Beginn des 20. Jahrhunderts diente die Siedlung als Nachschubdepot und Bahnstation der 1915 eröffneten Eisenbahnstrecke Kasan - Jekaterinburg. Von 1924 bis 1926 hatte Agrys den Status einer Kleinstadt, erhielt den Stadtstatus am 28. August 1938 und wurde am 4. März 1964 zum Rajonzentrum.

### Bevölkerungsentwicklung
| Jahr | Einwohner |
| ---- | --------- |
| 1859 | 2.340     |
| 1890 | 2.758     |
| 1920 | 4.543     |
| 1926 | 7.339     |
| 1939 | 15.409    |
| 1959 | 20.270    |
| 1970 | 19.267    |
| 1979 | 20.137    |
| 1989 | 19.732    |
| 2002 | 18.620    |
| 2010 | 19.300    |

Anmerkung: 1926–2010 Volkszählungsdaten
Gemäß der Volkszählung von 1989 setzte sich die Bevölkerung zusammen aus 50,1 % Tataren, 38,6 % Russen und 7,2 % Udmurten.

## Verkehr
Agrys hat Anbindung an die russische Fernstraße M7 von Moskau nach Kasan und über die Eisenbahn Verbindung zu den Großstädten Kasan, Jekaterinburg und Ischewsk.

## Sonstiges
Im Ort gibt es eine Waggonfabrik und Eisenbahnwerkstatt, ein Milchkombinat, eine Druckerei, vier Mittelschulen und zwei weiterführende Bildungseinrichtungen, ein Heimatmuseum, das Bezirkskrankenhaus und mehrere Moscheen. Wirtschaftliche Schwerpunkte sind die Forst- und Landwirtschaft, Vieh- und Schafzucht sowie die Förderung von Erdöl.